# 031 프로젝트
031 프로젝트(031 Project)는 2006년 초에 활동했던 대한민국의 프로젝트성 힙합 그룹이다. 멤버는 란동, G-Pulse (현 Carry Diamond), suNTaek이다. 팀 이름은 셋이 공통으로 살고 있는 경기도 지역의 지역 번호이며, "아무것도 없는 세 사람이 합쳐 하나의 소리가 된다"라는 뜻을 담고 있기도 하다.

## 역사
2004년 결성되어 다양한 힙합 파티를 기획하며 활동해온 BLAcK Crew(블랙 크루)는 2005년 여름 란동의 앨범 "청춘기록"을 통해 처음으로 힙합씬 리스너들에게 이름을 알리게 되었다. "청춘기록" 앨범 활동 중, 2005년 12월 "The Show" 공연에서 란동은 G-Pulse, suNTaek과 함께 무대에 올랐으며, 곧 셋이 함께 프로젝트 팀을 결성하여 앨범을 발표할 것을 공개하였다. 이 소식은 2006년 1월 공식으로 기사화되었으며, 다음 달 앨범이 발표되었다. 이 앨범은 셋이 합동으로 낸 앨범이면서도, 세 싱글을 합친 컨셉인, "합동 곡이 없는" 일종의 컴필레이션 형식으로 제작되었다. 함께 클럽 Slug.er에서 활동하던 많은 MC들이 앨범에 힘을 보탰으나, 리스너들에게 큰 반응을 이끌어내는 데는 실패하였다.
앨범 활동 종료 후 031 Project가 다시 뭉치지는 않았으나, 란동과 G-Pulse는 Blockbuster Records의 창립 멤버가 되었으며, 현재 란동은 계속 Blockbuster Records의 멤버로, G-Pulse는 Carry Diamond로 이름을 고치고 독자적으로 만든 레이블인 Money Rain Entertainment에서 활동하고 있다.

## 디스코그래피
- 2006년 2월 16일 Invisible